# Geografie critică
Geografia critică (radicală sau marxistă) aplică principiile teoriei critice în studiul geografiei.
Geografie critică[nefuncțională – arhivă]
 alt articol.
Numim radicală acea viziune a geografiei care privilegiază problematica materialismului istoric și demersul dialectic ».
				A. Bailly, H. Béguin, 1982, 2001
“Geografia radicală (numită și marxistă ori critică) se bazează pe problematica materialismului istoric: orice analiză concretă se înscrie într-un context istoric și este influențată de acesta. Conform acestei concepții bunurile materiale determină în ultimă instanță însăși evoluția istoriei omenești.
	Interogarea realității urmează așadar problematica precizării structurilor, ideologiilor și naturii dialectice a fenomenelor sociale care se găsesc în spatele practicilor spațiale observate. A analiza localizările umane în calitate de raporturi sociale înseamnă prin urmare identificarea încărcăturii structurale a intereselor aflate în interacțiune și a conflictelor care rezultă de aici.
	Materialismul dialectic încearcă să explice cum anume contradicțiile existente în structura unei societăți generează un efect creator; astfel, problematica critică trimite spre un model de tensiune ce pune accentul pe conflictele revelatoare de strategii".
A. Bailly et H. Béguin, 1982, 2001
Pentru geografia radicală și mai ales pentru orientarea sa marxistă, spațiul "este considerat mai degrabă ca un suport pe care se proiectează societatea decât ca un element care are propriile sale dinamici" (Bailly & Béguin, 1982, 2001):
	[...] în el însuși, spațiul nu are nici un efect general. Semnificația relațiilor spațiale depinde de caracteristicile proprii ale obiectelor sociale respective (...) Nu există un “spațiu", există diferite feluri de spațiu, de relații spațiale sau de spațializări.
(John Urry, 1987)
Urry, J. - Société, espace, localité, p. 89-101 in Benko, G.B. (dir.) –
Les nouveaux aspects de la théorie sociale. De la géographie à la sociologie,
Actes du colloque organisé à Paris par le Centre Culturel Canadien,
Paradigme, Caen, 1988
Acest fapt este dezvăluit de câmpul conceptual al geografiei radicale, unde prezența spațiului este cel mult subînțeleasă.
Principalele concepte (după Bailly și Béguin, op. cit.):
1) Consumul. Consumul este considerat ca un proces social de apropriere a produselor, reglat de modul de producție și de matricea socială în care se defășoară. Această matrice socială permite înrădăcinarea ideologiilor, adică asimilarea contradicțiilor trăite de grupul respectiv în procesul de reproducție socială. Orice fenomen ne trimite astfel la raporturile de producție (mijloace de producție, tip de proprietate,  forța de muncă) și de reproducție a raporturilor sociale. Consumul este în același timp expresia și mijlocul de concretizare a producției, a distribuției sale și a schimburilor, adică a realizării spațiale a transferurilor.
2) Clasa socială. Sunt numite clase grupurile de indivizi care se disting prin locul pe care îl ocupă într-un sistem, istoricește definit, de producție socială. Aceste grupuri sunt dominante sau dominate. În acest câmp semantic se situează și alte concepte apropiate: poziție de clasă (care reflectă interesele claselor prezente), forță socială (care se manifestă în procesul luptei pentru apărarea intereselor structurale ale fiecărei clase), etc.
După definirea conceptelor, demersului dialectic îi rămâne:
1) – să definească și să analizeze mizele care întrețin lupta de clasă prin intermediul raporturilor sociale (de exemplu controlul aproprierii plus-valorii, a mijloacelor de producție, a ideologiilor de consum) și
2) – să stabilească observațiile necesare sesizării proceselor, să analizeze informațiile asupra elementelor constitutive ale claselor, să claseze rezultatele în tipologii și să interpreteze ansamblul relațiilor stabilite prin raportarea continuă la mecanismele sistemului social.
Astfel, prin intermediul analizei dialectice, se pot utiliza conceptele antagoniste (capital-muncă, centru-periferie, natură-cultură, etc.) pentru a clarifica dinamicile societăților și pentru a realiza, de exemplu, o tipologie a internaționalizării capitalului, a exploatării forțelor productive pentru a revela logicile de acumulare ale centrelor (adică în țările capitaliste avansate, unde se găsește concentrat capitalul fix). Periferia este prin urmare considerată a fi un spațiu în care se investește pentru a se putea profita de forța de muncă ieftină și pentru a crește astfel plus-valoarea diferențială. Spațiul periferic capăta astfel sens doar prin luarea în calcul a raporturilor economice și sociale.